# 赤線協定
赤線協定（あかせんきょうてい、Red Line Agreement）は、1928年7月31日に、当時のトルコ石油会社（the Turkish Petroleum Company, TPC：後のイラク石油会社 the Iraq Petroleum Company, IPC）の出資者間に結ばれた協定。この協定の目的は、TPC の企業体制を整えることにあり、すべての出資者に対して、旧オスマン帝国領において独自に石油権益を求めることを禁じた「自粛条項」を含んでいた。この協定によって、石油の独占ないしカルテル体制が築かれ、広い領域にわたって極めて大きな影響力が及ぶことになった。このカルテル体制は、1960年に結成された石油輸出国機構 (OPEC) によって成立した新たなカルテル体制に、30年以上も先んじていた。

## 経緯
伝えられるところによれば、1928年のある会合で、アルメニア人の実業家で慈善活動家でもあったカルースト・グルベンキアンが中東の地図に赤線を引き、「自粛条項」が効力をもつべき範囲を示したのだという。その上でグルベンキアンは、この範囲が自分の知る1914年時点でのオスマン帝国の領域だと述べた。グルベンキアンはさらに言葉を継いで、自分は帝国に生まれ育ったのだから、当然それを知っているのだと言った。他の出資者たちは、その線を注意深く見た上で、これに異を唱えなかった。これは事前にそのような領域の設定が予想されていたからであった。（ただし、赤線を引いたのはグルベンキアンではなく、フランスの代表者だったとする別説もある。）グルベンキアン以外の出資者は、今日のスーパーメジャー (supermajors) の前身企業であった。「赤線」の内側には、オスマン帝国の中東における領土が、アラビア半島やトルコも含めて入れられていたが、クウェートは除外されていた。クウェートが除外されたのは、この地域をイギリスのために残しておくことを意味していた。
後年、スタンダード・オイル・オブ・ニュージャージーのウォルター・C・ティーグル (Walter C. Teagle) は、この協定は「ひどく悪い一手」だったと述べた。いずれにせよ、この協定は、TPCを継承した後継企業イラク石油 (Iraq Petroleum Company, IPC) の事業領域を明確化した。IPCの元従業員で、後に著述家となったスティーヴン・ヘムズリー・ロングリッグ (Stephen Hemsley Longrigg) は、「間違いだらけのカルテルの悲しむべき事例であるとか、国際協力と公正な分配についての啓発的事例である、などと様々に評価されるこの赤線協定は、20年間にわたってこの方面の体制を維持し、中東の大部分における石油開発の様態や速度をほとんど決定づけた」と記している。アラビアン・アメリカン・オイル（アラムコ）やバーレーン石油会社 (Bahrain Petroleum Company, BAPCO) がそれぞれ支配的地位を占めたサウジアラビアとバーレーンを別にすれば、IPCはこの時期の赤線内における石油開発事業を独占していた。
アメリカ合衆国の石油会社であったスタンダード・オイル・オブ・ニュージャージとソコニー・バキューム社はIPCに出資しており、赤線協定に縛られていた。両社に対して、サウジアラビアの石油開発に絡んで、アラムコから提携話が持ちかけられた際、他のIPC出資企業は協定を盾にして提携を認めなかった。やがて、米国資本の各社は、第二次世界大戦の勃発によって赤線協定は無効になったと主張したが、グルベンキアンとの法的交渉はその後も延々と続けられた。結局、この一件は法廷外で和解が成立し、米国資本各社はアラムコにも資本参加した 。以降、赤線協定は死文書化したが、IPCは事業を継続した。